# 台静农
臺靜農（1902年11月23日—1990年11月9日），本姓澹臺，初字進努，號孟威，原名傳嚴，乳名松子，學名敬六，入學北京大學時改名靜農，改字伯簡，晚號靜者。生於安徽省霍邱縣葉家集鎮，長期寫作，精於書法，筆名有：青曲、闻超、孔嘉、释耒、白簡、龍坡居民等。

## 早年

青岛市黄县路台静农故居

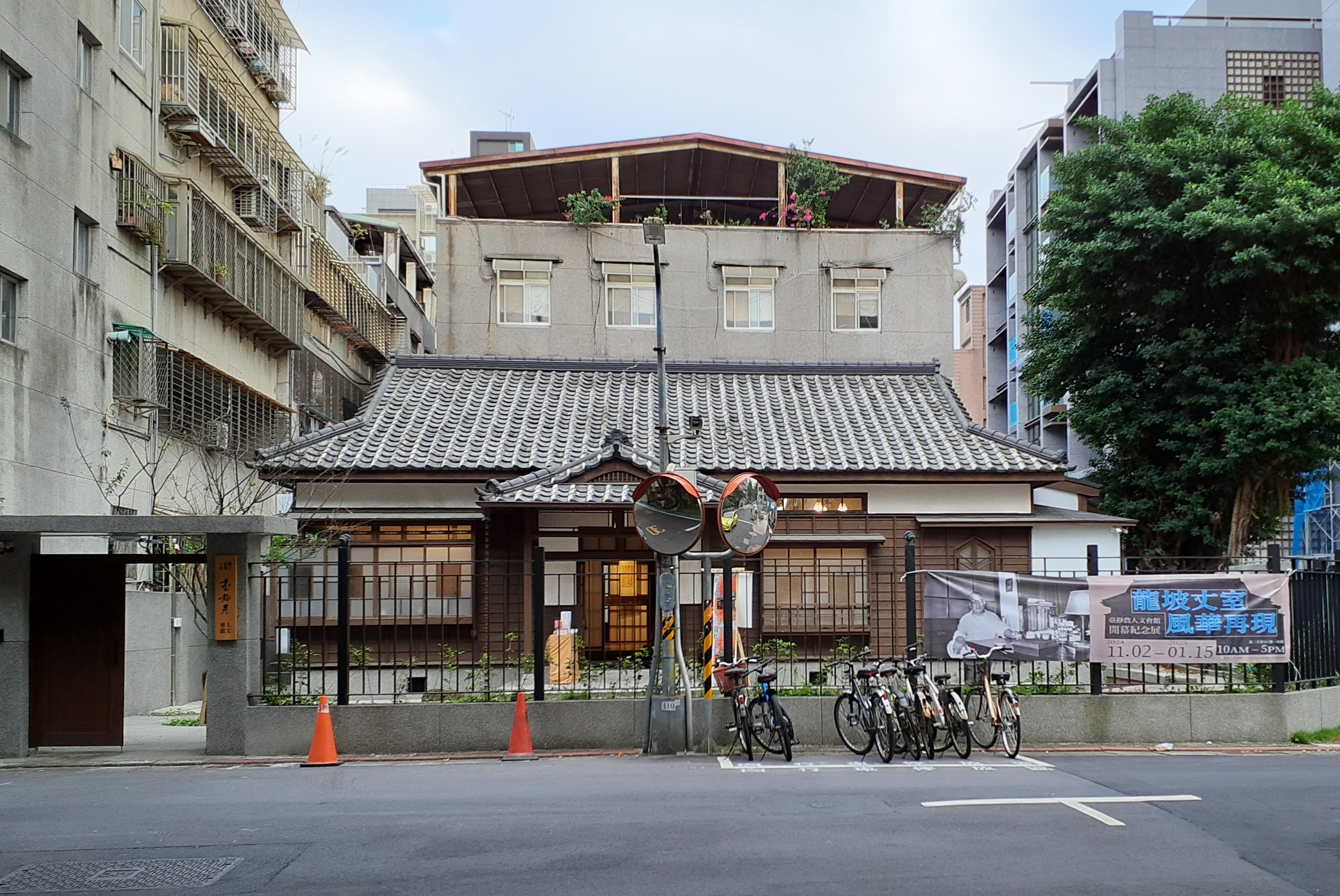
臺北市大安區溫州街臺靜農故居

家族經商致富。父親臺兆基，字佛芩，清末畢業於天津北洋法正專門學堂，任地方法院推事；母親姓樊，育有五子女（1924年五歲四子早夭）。臺靜農為長子，次子傳澤、三子傳鼎（早逝），長女傳欣，次女傳鳳。1910年入私塾接受四年啟蒙教育，1918年自葉家集鎮新創辦的明強小學畢業，1919年考進湖北省漢口大華中學（舊制，需就讀四年）。1921年與同鄉小學同學在武漢創辦《新淮潮》雜誌（前後僅出版兩期），提倡白話文，鼓吹新文化運動。1922年考取北京大學國文系旁聽生資格，1922年1月在《民國日報》副刊發表處女作新詩《寶刀》。1924年進入研究所國學門當研究生（歷時三年）並同時工作，在8月與同鄉韻閑女士結婚。1925年夏天在魯迅指導下與同人成立未名社，倡新文學。創作以短篇小說為主。1927年開始在北京私立中法大學服爾德學院（即文學院）擔任中國文學系講師，講授歷代文選；同年，長女純懿出生。1928年4月7日（任職中法大學期間）因未名社出版托洛斯基《文學與革命》中譯本遭查封，社員被捕，臺靜農遭羈押五十天。1929年8月轉任新成立的私立輔仁大學國文系講師，1931年8月升等為副教授並兼任校長秘書（此期間曾在北平私立郁文大學任教）。1933年初長子病故，同年8月轉任北平國立女子文理學院文史系國文組講師一年，講授中國小說史。1934年次女純行出生。1935年經胡適介紹前往私立廈門大學擔任文學院中國文學系教授一年，講授中國文學史及文學、聲韻學。1936年8月前往青島，擔任國立山東大學及私立齊魯大學中文系教授一年，講授詩經、中國文學史及歷代文選等。抗戰期間，臺靜農入川，1939年8月在國立編譯館專任編譯，1941年升編審，次子益公出生（應為第五子）。1942年並擔任國立女子師範學院中文系教授，至1943年獲頒教授證書。1946年因女書院復員及遷校問題二度罷課，遭教育部下令解散，臺靜農以辭職抗議教育部處理失當；同年經好友魏建功推薦應聘至國立臺灣大學中文系，由白沙前往重慶，在重慶等候搭船前往上海，後再轉至臺灣。
他是魯迅的學生，創作的短篇小說集《地之子》、《建塔者》得到魯迅好評。
戰時結識「南張北溥」張大千與溥心畬，更獲張大千贈予倪元璐真跡；自此開始臨摹「倪體」，並在倪體上更臻成熟，獨樹一格，成為著名的書法大家。

### 家庭
夫人于韻閑女士於1985年過世，享壽85歲。長女臺純懿於臺大外文系畢業、曾參加臺大話劇社，與次女臺純行皆移民美國。
長子臺益堅於1932年出生於北平，臺師大附中、臺大外文系校友，妻子朱蓉（匹茲堡大學藝術史博士、前波士頓中華藝文苑總裁）。赴美取得南伊利諾大學博士後，1968年任教匹茲堡大學，1975年轉任魏斯理學院、1981年轉任塔夫茲大學，1989年到波士頓大學。1991年擔任麻省理工學院人文社會學院教授，開設中國語文課程。2004年2月9日因肺癌去世。
次子臺益公為國立臺灣藝術大學戲劇學系校友，曾任職中國電視公司新聞部攝影記者，於第8屆金鐘獎獲電視金鐘獎採訪獎。

## 渡海赴臺

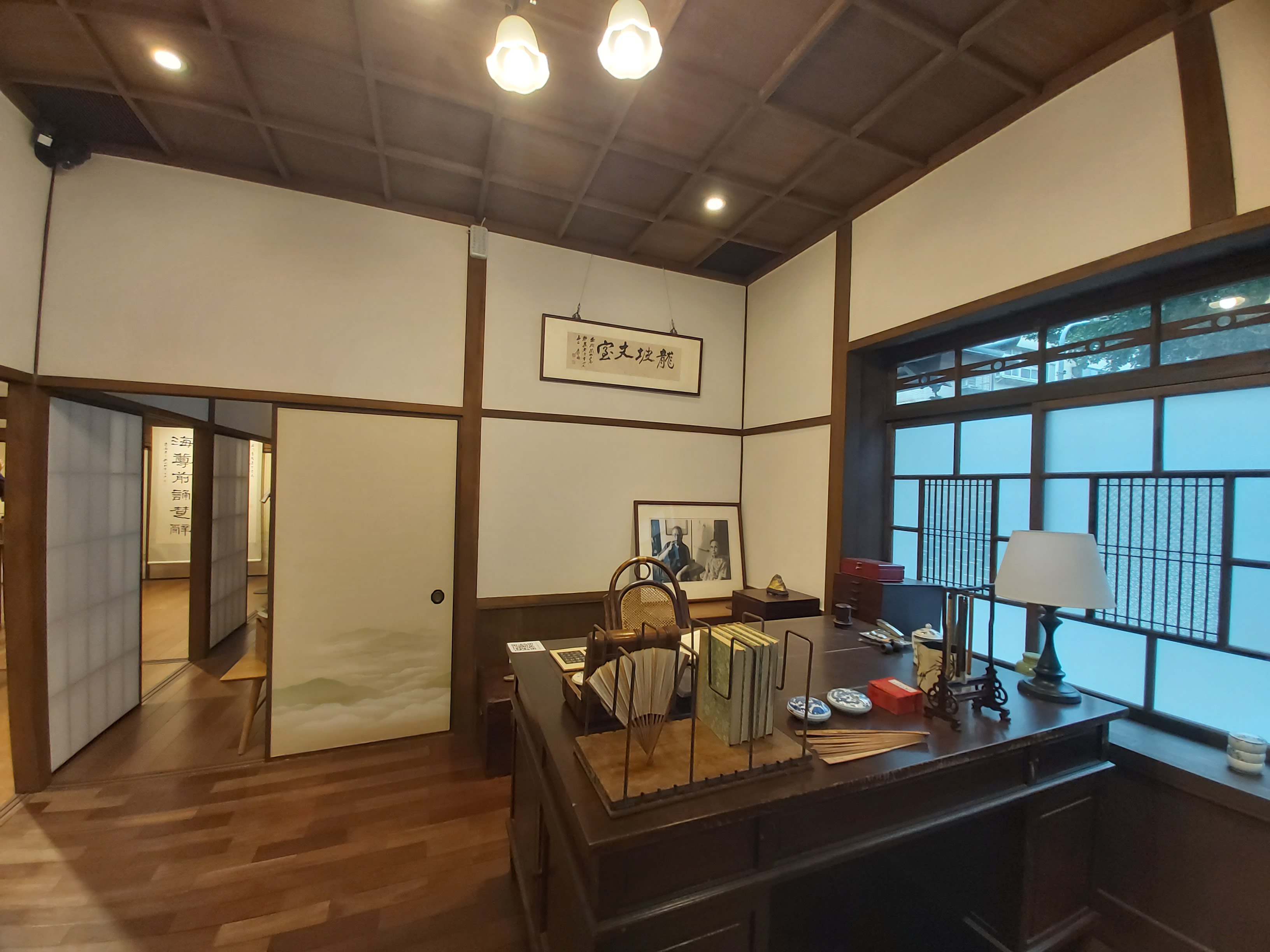
臺靜農書房「龍坡丈室」復原圖

1946年10月到臺灣，应臺湾省编译馆馆长许寿裳的邀请到该馆任职。後又隨许在國立臺灣大學中國文學系做正教授。
1948年7月3日，時任臺大中文系主任喬大壯自殺，他在同年8月1日接中國文學系主任，1968年8月1日才交棒給屈萬里，任期20年。在台大任教期間，邀請了不少包括鄭騫等名家赴台，對中文系的學風形成有著重大的影響。
1949年11月，邀請學生蕭明華赴台灣師範學院（臺灣師範大學前身）任教，由於蕭明華在大陸即加入中國共產黨朱芳春（化名于非）小組從事地下工作，朱芳春在國語日報從事地下動員，蕭明華擔任地下交通員，1950年2月6日，蘇藝林案偵破，國語日報的地下組織亦被破獲，蕭明華間諜身分曝光，牽連105人入獄、30人被判處死刑槍決、75人遭判10年至15年不等有期徒刑；其中不乏無端牽連者，如洪世鼎與其孕妻朱瑜僅因參加于非授課的心理學班而被認定參加叛亂組織，其子洪維健因此成為土城生教所中「台灣最小的政治犯」。臺靜農因早年與魯迅等交遊，又具左聯背景，至此埋首書堆，噤聲數十年。
1984年與梁實秋同時得到中華民國國家文藝獎。
1985年與日本人宇野精一共同獲得行政院文化獎，褒揚為：
|  | 早年致力于新文学创作，文风兼具犀利批判与悲悯胸襟，作品至今犹为文学批评界重视；其后专攻古典文学研究，阐扬文化精义，重要著作《两汉乐舞考》、《论两汉散文的演变》、《论唐代士风与文学》等，论断创新，精微独到，于传承文化，功不可没。 |

1990年11月9日，因食道癌於臺大醫院病逝，享壽88歲。
臺靜農曾參與編纂《中文大學典》；而其未完成遺稿直到2004年才在生前學生何寄澎、柯慶明等整理下，由國立臺灣大學出版中心出版，題《中國文學史》。
而他為臺大題字之行書「國立臺灣大學」六字，在2015年正式成為臺大識別系統採用之標準書法校名題字，取代由一名於1990年代畢業的土木系學生之草書題字。

## 其他
- 臺靜農在中國時期曾得罪當局坐過牢，來臺後許多學生造訪他家時，發現他家門前一天到晚都有便衣人員坐在車上東張西望，因此好奇問臺靜農：「老師，那些人是不是在監視你？」臺靜農大笑回答：「不！我對面住的是彭明敏！」。當時彭明敏正值《台灣人民自救宣言》事件被捕，獲特赦後遭監視。臺靜農家住在彭家對面。[5]:150

## 外部連結
- 台灣新文學史-陳芳明教授主講-【臺靜農】